# Graeme Jones
Graeme Jones (Gateshead, 13 maart 1970) is een Engels voetbalcoach en voormalig voetballer.

## Trainerscarrière
Jones begon zijn trainerscarrière in 2006 bij de club waar hij zijn spelerscarrière afsloot, Hamilton Academical FC. Een jaar later werd hij de assistent van zijn oud-ploegmaat Roberto Martínez bij Swansea City. Jones volgde Martínez vervolgens naar Wigan Athletic, Everton FC en België.
Na het WK 2018 waagde Jones zijn kans als assistent van Darren Moore bij Championship-club West Bromwich Albion. Toen Moore er in maart 2019 ontslagen werd, vloog Jones mee buiten. Twee maanden later werd Jones hoofdtrainer van neo-tweedeklasser Luton Town FC. Hij bleef er trainer tot april 2020. Enkele maanden later ging hij opnieuw aan de slag als assistent, ditmaal bij AFC Bournemouth onder hoofdtrainer Jason Tindall. In januari 2021 verliet hij de club om dezelfde functie te gaan vervullen bij Newcastle United onder hoofdtrainer Steve Bruce. Na diens vertrek in oktober 2021 nam Jones even de touwtjes in handen, alvorens weer assistent te worden onder de nieuwe trainer Eddie Howe.
Naar aanleiding van het EK 2020 werd Jones in mei 2021 opgenomen in de technische staf van Engeland.
1 Dúbravka ·
2 Trippier ·
4 Botman ·
5 Schär ·
6 Lascelles  ·
7 Joelinton ·
8 Tonali ·
9 Wilson ·
10 Gordon ·
11 Barnes ·
13 Targett ·
14 Isak ·
17 Krafth ·
18 Osula ·
19 Vlachodimos ·
20 Hall ·
21 Livramento ·
22 Pope ·
23 Murphy ·
24 Almirón ·
25 Kelly ·
26 Ruddy ·
28 Willock ·
29 Gillespie ·
33 Burn ·
36 Longstaff ·
37 Murphy ·
39 Guimarães ·
67 Miley ·
Coach: Howe
· Assistent-coach: Jones